# Hourrites
Pour l’article ayant un titre homophone, voir Hourite.
Les Hourrites ou Hurrites sont un peuple habitant la Haute Mésopotamie, l'Anatolie orientale et la Syrie durant l'Antiquité, attesté durant l'âge du bronze, entre la seconde moitié du IIIe millénaire av. J.-C. et la fin du IIe millénaire av. J.-C. Durant cette longue période, ils fondent plusieurs royaumes, principalement en Haute Mésopotamie, le plus important étant le Mittani, qui est une des principales puissances du Moyen-Orient aux XVe et XIVe siècles av. J.-C.
Leur langue, qui est un isolat linguistique, est peu documentée et encore mal comprise. Les pays de peuplement hourrite ont de toute manière surtout employé la langue akkadienne pour écrire, quand bien même celle-ci y est mâtinée de formules hourrites. Cela renvoie au fait que leur culture s'insère dans celles du Moyen-Orient de l'âge du bronze, et qu'il est assez difficile d'en isoler des éléments qui seraient proprement hourrites, par exemple un art hourrite. Des spécificités culturelles hourrites sont néanmoins identifiées dans la religion, avec l'existence de divinités et de mythes hourrites. L'influence hourrite se retrouve en particulier en Syrie et en Anatolie, en pays hittite.

## Terminologie
Le terme moderne Hourrites dérive de l'ancien mot Ḫurri, qui désignait des gens et la langue qu'ils parlaient. Il désignait aussi, sans doute de manière secondaire, le pays où ils étaient le plus nombreux, situé en Haute Mésopotamie, dont les contours géographiques étaient mal définis,,. Un adjectif ḫurlili « hourrite » apparaît dans les textes hittites pour désigner des incantations en langue hourrite. Dans la lettre d'Amarna en hourrite, on trouve le terme ḫurroge (ou ḫurvoge) pour désigner le pays « hourrite ». Le terme apparaît dans la Bible hébraïque sous la forme Ḥōrî « Horites » ou « Horiens », qui désigne une des populations habitant le pays de Canaan avant l'Exode hors d'Égypte des Hébreux,.
Dans les sources se rencontre aussi les termes « Soubaréen(s) » et « soubaréen », dérivés de Subartum (ou Subir), le terme désignant en akkadien les régions du nord de la Mésopotamie,. Dans la seconde moitié du IIe millénaire av. J.-C. la région principale de peuplement hourrite, en Haute Mésopotamie, où se trouvait le centre du royaume du Mittani, peuplé majoritairement de Hourrites, est couramment désignée par le terme géographique Ḫanigalbat,,.

## Origines
Les origines des Hourrites sont mal connues. Au moins à partir du milieu du IIIe millénaire av. J.-C., ils font partie des populations vivant dans les régions qui se trouvent entre le Taurus et le Zagros, mais leur présence dans la région est peut-être bien plus ancienne. Le terme sumérien désignant le forgeron cuivrier, tibira, pourrait être un emprunt au hourrite tab=i=ri, « celui qui fond (le métal) », ce qui indiquerait des contacts entre les locuteurs du hourrite et ceux du sumérien à des époques anciennes, peut-être au IVe millénaire av. J.-C., qui pourraient avoir eu lieu dans la Haute Mésopotamie ; mais cela a été contesté.
Le meilleur indice sur l'origine géographique des Hourrites est le fait que leur langue semble relever d'une aire linguistique s'étendant du Caucase à l'Anatolie, et que sa seule parente assurée est l'urartéen, parlé dans la première partie du Ier millénaire av. J.-C. entre l'Anatolie orientale et le Caucase, dans les pays dominés par le royaume d'Urartu. Il a été tenté d'identifier les ancêtres des Hourrites avec la culture archéologique Kouro-Araxe, une phase de l'âge du bronze de la Transcaucasie, mais rien n'indique que celle-ci ait été homogène du point de vue ethnique et linguistique. Il n'est donc pas possible de trouver des origines archéologiques aux Hourrites,,.

## Histoire

### Les première attestations (v. 2200-2000 av. J.-C.)

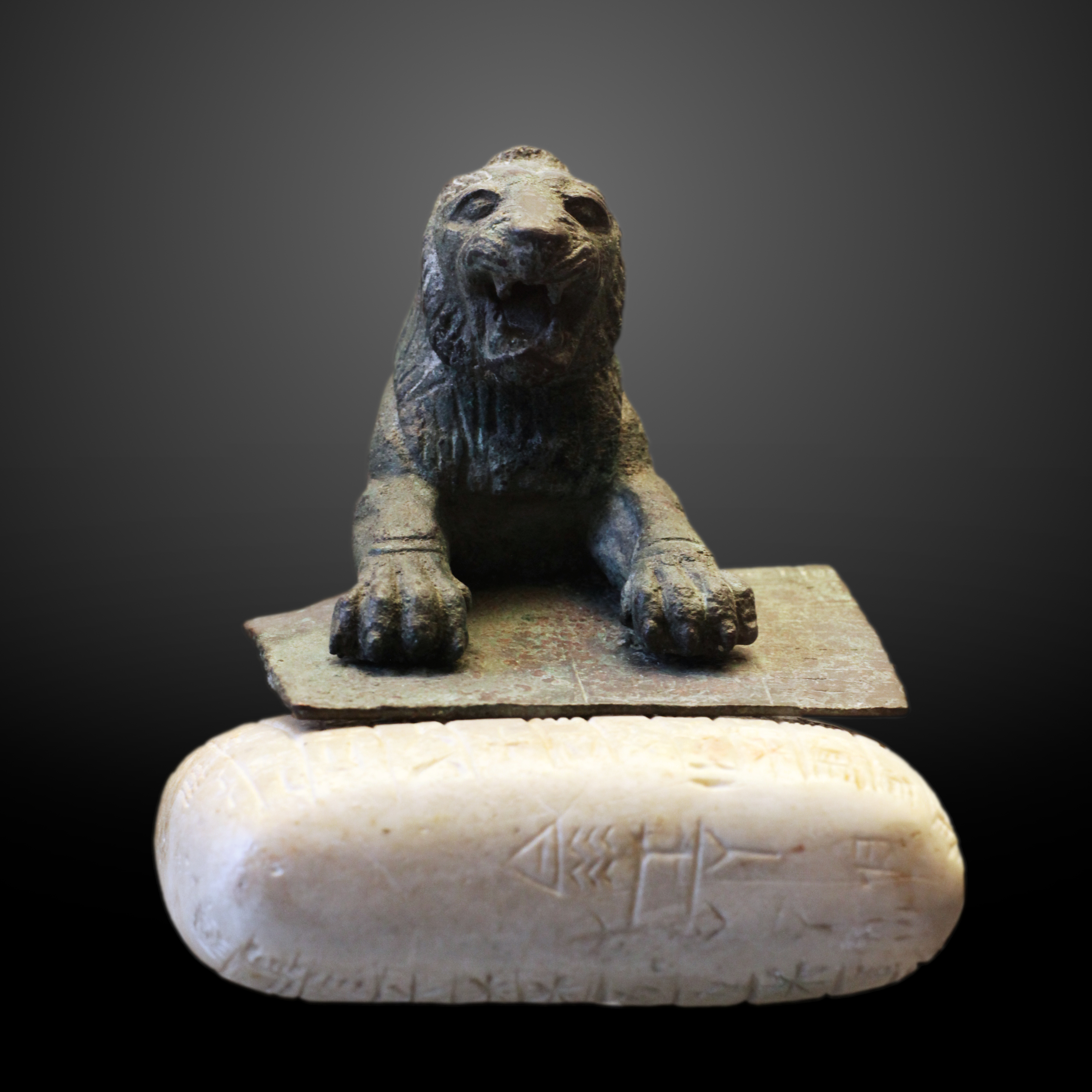
Inscription de fondation de Tish-atal d'Urkesh accompagnée d'un lion en cuivre. Musée du Louvre.

Les plus anciennes attestations de personnes portant des noms hourrites datent d'environ 2200 av. J.-C., dans les textes rapportant les campagnes du roi Naram-Sîn d'Akkad en Haute Mésopotamie, dans la région alors appelée Subartum. Il défait Tahishatili d'Azuhinum, dans la région du Khabur supérieur. Le plus important royaume dirigé par des Hourrites est alors celui d'Urkesh (Tell Mozan). Une fille du roi d'Akkad semble être mariée à un de ses rois. Deux d'entre eux, dont les règnes sont plus tardifs, ont laissé des inscriptions, provenant probablement du grand temple local, peut-être dédié au dieu Kumarbi : Atal-shen, qui règne également à Nawar (Tell Brak), une autre cité majeure de la région où les Hourrites se trouvent en grand nombre, et Tish-atal, qui a laissé la plus ancienne inscriptions en hourrite connue,,.
Dans les textes de la troisième dynastie d'Ur, datés du XXIe siècle av. J.-C., on trouve d'autres noms de rois hourrites de Haute Mésopotamie, dont un Tish-atal (le même ?) qui règne à Ninive. Les rois d'Ur mènent des campagnes dans des régions à l'est du Tigre et dans le Zagros occidental où se trouvent des Hourrites, notamment Karahar et Simurrum. Ils ont également des subordonnés aux noms hourrites, dont certains deviennent gouverneurs, et ils font des offrandes à des divinités hourrites, comme la grande déesse Shaushka de Ninive,.

### Bronze moyen (v. 2000-1600 av. J.-C.)
Dans le courant de la première moitié du IIe millénaire av. J.-C., dominée par les dynasties d'origine amorrite, la présence des Hourrites est mieux documentée. Ils sont attestés au XIXe siècle av. J.-C. et au début du XVIIIe siècle av. J.-C. dans les archives des marchands assyriens mises au jour à Kanesh (Kültepe) en Anatolie centrale, certes en petit nombre. On y trouve néanmoins le nom de rois hourrites dont Anum-hirbi de Mama qui a adressé une lettre au roi local. Il pourrait être identique à Anish-hirbi qui est attesté dans les archives de Mari comme souverain de Hashshum et de Zalwar. En tout cas les sources de la période semblent indiquer que le royaume de Hashshum, situé en Anatolie du sud-est, sans doute autour de l'actuelle Gaziantep, est un important centre politique voire culturel hourrite.
Les archives de Mari, couvrant la période 1810-1760, ont livré une lettre et des incantations en hourrite, et documentent une forte présence hourrite dans plusieurs régions de Haute Mésopotamie et de Syrie. Ils sont alors plutôt appelés Soubaréens et plusieurs roitelets régnant dans la région du Khabur, du haut Tigre et de Transtigrine portent des noms hourrites. Des personnes aux noms hourrites se retrouvent dans les textes d'autres sites de la période : Alalakh (Tell Açana, niveau VII), Ashnakkum (Chagar Bazar), Qattara (Tell Rimah), Shekhna (Tell Leilan) et Shusharra (Tell Shemsherra). Ce dernier site, situé dans les contreforts du Zagros, sur le Zab inférieur, documente un peuple, les Turukkéens, qui semblent être des Hourrites. On trouve donc des royaumes dirigés par des rois aux noms hourrites sur un long arc s'étendant de l'Anatolie orientale jusqu'au Zagros occidental, mais il reste impossible de déterminer la proportion de Hourrites peuplant ces régions (qui a dû varier selon les lieux),.

### Bronze récent et Mittani (v. 1600-1200 av. J.-C.)

Moyen-Orient, époque des Lettres d'Amarna, vers 1360 av. J.-C..
Moyen-Orient vers 1250 av. J.-C.

Après la chute des royaumes amorrites, ce sont les sources hittites, originaires d'Anatolie centrale, qui documentent la présence de royaumes hourrites aux XVIIe et XVIe siècles av. J.-C. Les rois hittites Hattusili Ier et Mursili Ier s'étendent en effet vers l'Anatolie du sud-est et la Syrie où ils affrontent des rois hourrites, notamment ceux d'Urshum et de Hashshum/Hassuwa, Nihriya, Tikunani, et évoquent aussi un « roi des gens de Hurri » qui semble diriger une entité puissante, peut-être un précurseur du Mittani,. En tout cas les campagnes hittites provoquent la déstabilisation et la destructions de plusieurs des principaux royaumes syriens, en premier lieu Alep, ce qui a probablement ouvert la voie à la constitution d'une grande entité politique dirigée par une dynastie hourrite, le Mittani, dont les origines restent cependant obscures faute de documentation.
Le fait que les rois du Mittani portent des noms de règne en indo-aryen et que leur élite militaire porte le nom à base indo-aryenne maryannu a laissé supposer que leur dynastie n'était pas d'origine hourrite. Mais la documentation n'indique pas une présence indo-aryenne significative dans leur royaume, et l'élément hourrite y est largement dominant. Quoi qu'il en soit, au XVe siècle av. J.-C. le Mittani a étendu sa domination sur une majeure partie de la Syrie du Nord, depuis son centre situé dans la région du triangle du Khabur, jusqu'à la Méditerranée. Les textes provenant d'Alalakh (niveau IV) fournissent des informations importantes sur les populations et la culture hourrites à cette période, ainsi que ceux d'Ugarit, bien que la présence hourrite y soit plus faible. Le Mittani contrôle également le Kizzuwatna, royaume situé en Anatolie du sud-est vers l'actuelle Cilicie, disputé avec les Hittites, où l'influence hourrite est de plus en plus forte et se mêle à la composante louvite déjà présence. Vers l'est, la situation est plus incertaine : les rois du Mittani dominent le royaume d'Arrapha, qui s'étend dans la région du Zab inférieur. Les tablettes provenant d'une des principales villes de ce royaume, Nuzi (Yorghan Tepe), sont une source essentielle pour la connaissance des pays hourrites, la population de celle-ci portant majoritairement des noms hourrites. Les rois mittaniens dominent manifestement les régions situées le long du Tigre qui se situent entre les deux, notamment la ville sainte de Ninive qui est alors de peuplement hourrite, mais cela reste peu documenté. Le statut politique de la cité d'Assur à cette période est en particulier débattue,.
L'expansionnisme du Mittani lui fait affronter successivement les Égyptiens, qui devient finalement son allié, ainsi que les Hittites. L'un des principaux rois hittites Suppiluliuma Ier, conduit des campagnes militaires qui portent un coup sévère au Mittani dans la seconde moitié du XIVe siècle av. J.-C. Pris en étau entre les Hittites et les Assyriens, les derniers rois du Mittani (aussi alors appelés rois du Hanigalbat) sont de plus en plus affaiblis, et ce royaume disparaît au milieu du XIIIe siècle av. J.-C. Les Hittites se sont à cette période ouverts aux influences hourrites (en particulier celles du Kizzuwatna, pays de culture mixte louvite-hourrite), qui sont importantes dans les tablettes mises au jour dans leur capitale Hattusa, au point qu'on a pu évoquer une « hourritisation » des Hittites, ou du moins de leurs élites, puisque des membres de la famille royale portent des noms hourrites. Cela explique en tout cas le fait que les sources provenant des pays hittites soient essentielles pour reconstituer la culture hourrite,,,.

### Dernières attestations
Les dernières attestations de populations hourrites datent des derniers siècles du IIe millénaire av. J.-C., voire des premiers du millénaire suivant. On trouve des personnes aux noms hourrites dans les textes du royaume médio-assyrien, qui a conquis une grande partie des pays antérieurement soumis au Mittani. Son roi Tukulti-Ninurta Ier évoque des « Subaréens/Subriens » qu'il combat au nord de son royaume. Mais l'élément hourrite disparaît inexorablement, dans des régions qui deviennent progressivement à dominante araméenne,.

## Langue et écriture

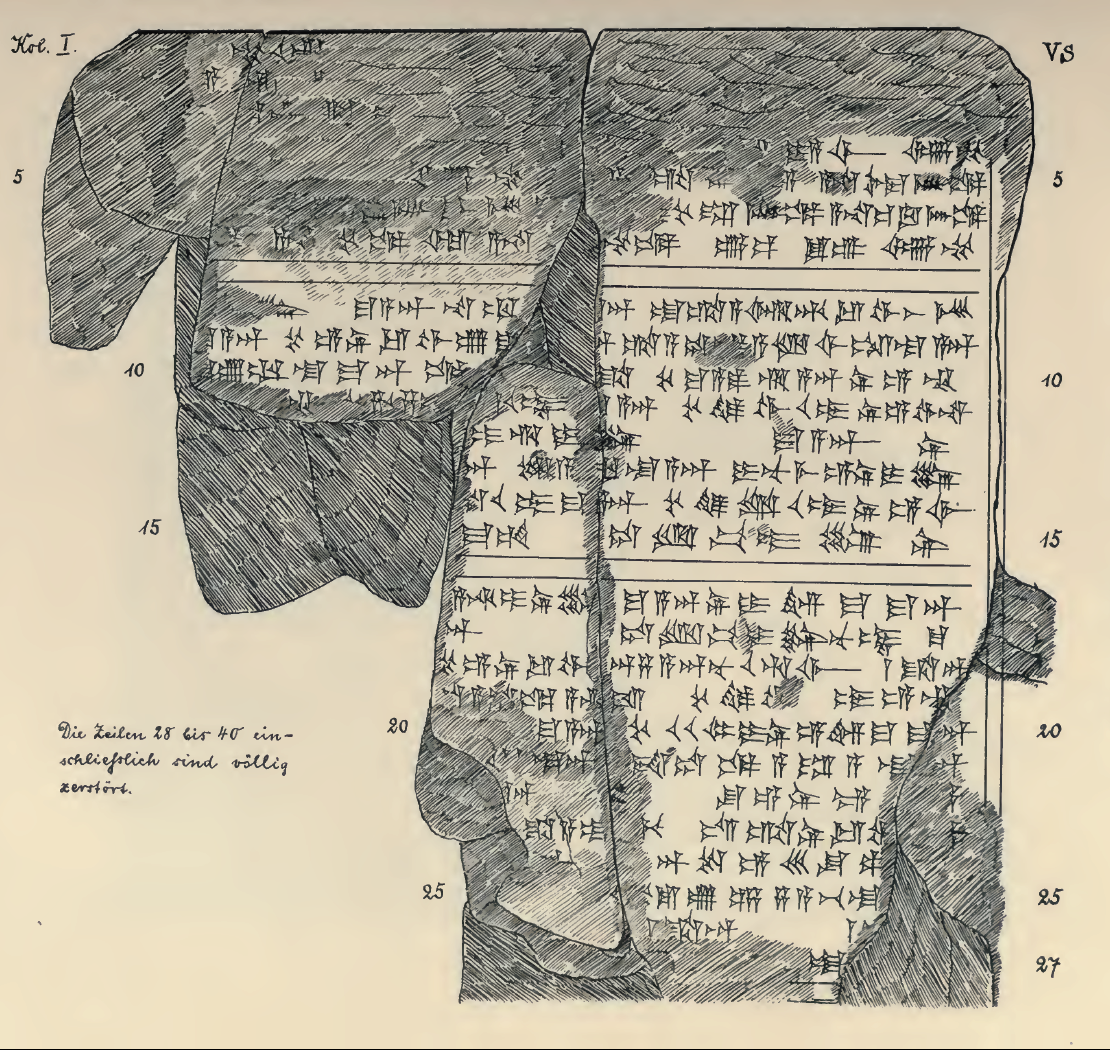
Copie manuscrite d'une partie de la lettre en hourrite de Tushratta mise à jour à Tell el-Amarna.
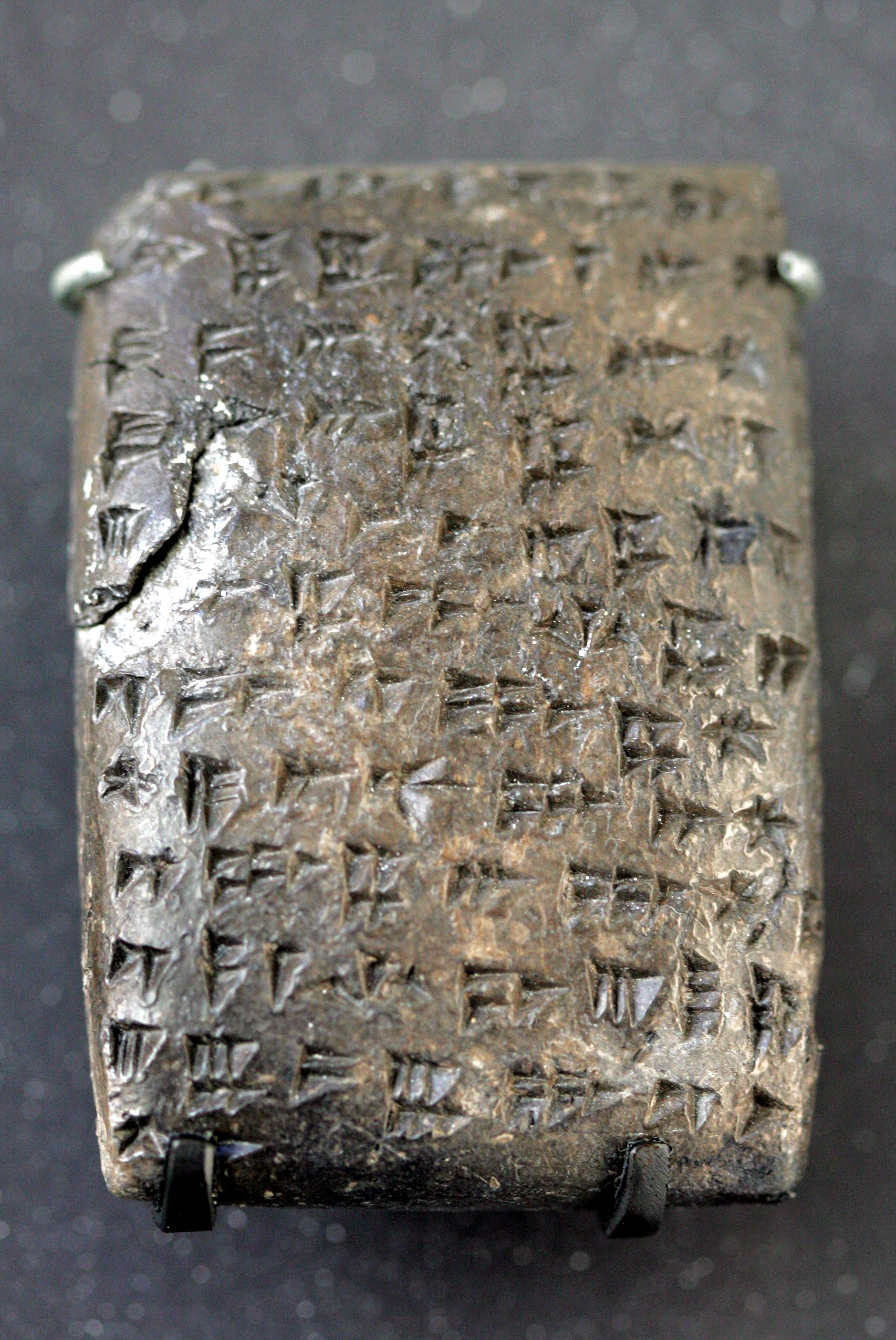
Tablette en hourrite écrit en alphabet ougaritique. Musée du Louvre.

### Les textes en hourrite
Comme pour la plupart des autres langues du Proche-Orient ancien connues, le hourrite a été transcrit en écriture cunéiforme, principalement employée pour écrire du sumérien et de l'akkadien, toutes ces langues étant très différentes les unes des autres. C'est un type d'écriture mêlant des logogrammes (des signes qui valent pour un mot, ou une chose) et des phonogrammes (un signe vaut pour un son), plus précisément des syllabogrammes (un signe transcrit une syllabe). Le hourrite cunéiforme fait néanmoins un usage limité des premiers. Le support principal de cette écriture est la tablette d'argile, incisée avec un calame (stylet).
Le plus ancien texte en hourrite connu est une inscription du roi Tish-atal d'Urkesh, peut-être du XXIe siècle av. J.-C. Pour la période paléo-babylonienne, v. 2000-1600 av. J.-C., ne sont connues que quelques courtes incantations en hourrites provenant de Babylonie (région de Larsa ?) et du Moyen Euphrate (Mari, Tuttul), ainsi que d'autres textes de type non identifiés (à Mari et Tikunani),.
Les sources en hourrite sont pour la plupart datées de la période du Bronze récent, et proviennent du Mittani ou du pays hittite. Cette langue a été identifiée à partir d'une lettre en hourrite mise au jour en 1887 parmi la correspondance diplomatique de Tell el-Amarna, adressée par le roi mittanien Tushratta à son homologue égyptien Amenhotep III. Autrement, les documents officiels mittaniens connus sont en akkadien, de même que la plupart des tablettes provenant des pays placés sous leur coupe (notamment Nuzi, Alalakh et Qatna), mais elles incluent souvent des passages influencés par le hourrite. Ugarit a livré des listes lexicales bilingues, trilingues et quadrilingues, donnant des noms en hourrite (dont des divinités) et leur équivalent dans d'autres langues (sumérien, akkadien, et parfois en ougaritique). Des chants rituels ainsi qu'une lettre en hourrite ont également été découverts dans cette ville. Certains de ces documents en hourrite sont écrits dans l'alphabet ougaritique, et non dans le cunéiforme logo- et syllabographique courant. Emar a également livré quelques textes en hourrite, une liste trilingue de dieux et des oracles,.
Le plus important corpus de textes en hourrite provient de Hattusa (Boğazköy/Boğazkale), la capitale des Hittites, où l'influence culturelle hourrite a été forte sur une partie de l'élite, en particulier au XIIIe siècle av. J.-C., durant les derniers temps du royaume. Leur contexte est essentiellement religieux. On y trouve des textes littéraires/mythologiques bilingues hittite-hourrite, dont le Chant de la libération qui a considérablement aidé à faire progresser la connaissance du hourrite. Des incantations en hourrite sont incluses dans des rituels en hittite (notamment ceux originaires du Kizzuwatna). D'autres textes rituels en hourrite ont été mis au jour à Samuha (Kayalıpınar) et à Sapinuwa (Ortaköy),,.

### La langue hourrite
La connaissance de la langue hourrite a progressé depuis les années 1980, en particulier à partir de la découverte en 1983 de la bilingue hittite-hourrite, mais de nombreux points demeurent encore mal compris, et les spécialistes n'ont pas harmonisé leur manière de présenter la grammaire et de transcrire la langue. De plus la langue connaît des variations entre dialectes, ce qui n'est guère surprenant car elle a est attestée sur plusieurs siècles dans des régions parfois très éloignées les unes des autres ; on distingue principalement un dialecte « vieux hourrite » (celui de la bilingue de Hattusa) et un « hourrite mittanien » (celui de la lettre d'Amarna), distingués par la syntaxe, la morphologie verbale et aussi le vocabulaire,,.
La langue hourrite est un isolat linguistique, dont le seul parent assuré est l'urartéen, autre langue antique disparue. Les deux langues descendent d'une même langue préhistorique commune, parfois qualifiée de « proto-hourro-ourartéen » (cf. langues hourro-urartéennes). Il a été tenté d'établir des liens entre ce groupe et celui des langues du nord-est du Caucase, comparaison peu convaincante selon G. Wilhelm, mais d'autres considèrent que le hourrite et l'urartéen ont bien quelques similitudes avec des langues caucasiennes,.
Le fait que le cunéiforme hourrite ait été adapté depuis des langues à la phonétique éloignée de celle de cette langue pose différents problèmes pour la compréhension de cette langue, puisque certains signes ont manifestement été repris pour transcrire des sons qui existaient en hourrite mais pas dans les autres langues. Le hourrite comprenait cinq voyelles, a/e/i/o/u, mais l'écriture cunéiforme ne distingue par les syllabes comprenant e et i, et celles comprenant u et o (cette dernière voyelle n'existant pas dans le répertoire cunéiforme de base), ce qui rend difficile la reconstitution des mots. Des problèmes similaires se posent pour reconstituer les consonnes,.
C'est une langue ergative et agglutinante. Plusieurs cas sont distingués par l'ajout d'un suffixe à la racine nominale : au singulier, par exemple l'ergatif -ež, le génitif -ve, le datif -va, le directif -da, le comitatif -ra, l'ablatif -dan(i), l'essif -a. Le pluriel est marqué d'un suffixe distinct -až (ou -aš) précédant le marqueur de cas,. Des particules sont ajoutées aux verbes, mais elles ont souvent un sens complexe à déterminer : elles marquent le mode, le temps, l'aspect, la négation, la voix, les suffixes personnels. Il existe des participes actifs, passifs ou statifs, et les formes verbales peuvent être nominalisées. La syntaxe est généralement de type sujet-objet-verbe (SOV).
La reconstitution du lexique hourrite demeure délicate en raison de la rareté des sources textuelles disponibles. Le vocabulaire emprunté provient essentiellement de l'akkadien, langue dominante de l'époque dans les échanges écrits contemporains du hourrite. S'y ajoutent des termes sumériens, ainsi que quelques emprunts plus tardifs à l'indo-aryen.

### Le hourrite et l'akkadien
Les Hourrites écrivent majoritairement en akkadien, langue sémitique originaire de Babylonie qui est celle qui est la plus écrite à l'âge du Bronze, la lingua franca de l'époque. Cela rend d'ailleurs difficile d'estimer dans quelle proportion leur langue était parlée. Le hourrite tel qu'il est connu emprunte d'ailleurs des mots à l'akkadien. L'akkadien écrit dans des pays où les gens parlant le hourrite sont nombreux voire majoritaires (textes de Nuzi, d'Alalakh, de Qatna, d'Emar, voire d'Ugarit) est fortement mâtiné de formules en hourrite, au point que les philologues ont parlé de « hourro-akkadien », une langue écrite qui suit en général les règles grammaticale de l'akkadien et son vocabulaire, mais y insère des éléments morphologiques, des tournures et des termes hourrites, formant à plusieurs reprises des mots hybrides hourro-akkadiens (par exemple en ajoutant un suffixe hourrite à un mot akkadien). Le « hourro-akkadien » est donc une sorte de langue mixte, fusionnant deux langages dans des contextes bilingues, ou du moins biscripturaux, puisque l'akkadien n'était pas parlé dans les régions syriennes. C'est une langue issue de pratiques des scribes de ces régions, suivant une sorte de code, qui n'est employée qu'à l'écrit et pas oralement. Les scribes sont manifestement capables d'écrire en akkadien comme en hourrite, pour des lecteurs qui comprennent aussi ces deux langues, sinon les tournures akkadiennes « hourritisées » leur seraient incompréhensibles ; il s'agit sans doute plutôt de pallier la mauvaise connaissance de l'akkadien, les éléments hourrites fonctionnant comme des gloses permettant à des gens parlant le hourrite de mieux comprendre les textes. L'akkadien reste néanmoins la langue écrite de base en raison des habitudes et de son prestige supérieur,.

## Religion et mythes

### Les divinités hourrites
La religion hourrite puise largement dans les traditions religieuses syro-mésopotamiennes, dont elle emprunte de nombreux éléments. L'ensemble des divinités hourrites se trouve ainsi assimilé et syncrétisé avec les divinités de ces régions. L'expansion de l'influence hourrite chez les Hittites entraîne également leur identification aux divinités anatoliennes. Le grand dieu hourrite Teshub est ainsi une divinité de l'Orage, similaire à Hadad/Addu/Ba'al dans l'aire ouest-sémitique, et à Tarhunna, le dieu de l'Orage de Hattusa, en territoire hittite. Ses principaux lieux de culte se situent à Kumme dans le Khabur, ainsi qu'à Alep, centre cultuel majeur du dieu de l'Orage syrien depuis les temps anciens. La déesse Hebat, originellement parèdre du dieu aléppin, devient l'épouse de Teshub. Son sanctuaire principal s'élève à Kummani, au Kizzuwatna. En pays hittite, elle est identifiée à la Déesse-soleil d'Arinna. L'autre grande divinité masculine hourrite, Kumarbi, est identifié au dieu syrien Dagan (aussi au mésopotamien Enlil, voire à Nergal). La grande déesse Sha(w)ushka, sœur de Teshub, est quant à elle l'équivalent d'Ishtar/Astarté, dont le principal lieu de culte dans les pays hourrites est la cité de Ninive. Le dieu du soleil est Shimegi, celui de la lune Kushukh,.

### Textes mythologiques
Les vestiges des bibliothèques de Hattusa, la capitale des Hittites, ont livré des textes mythologiques relevant des traditions hourrites, mais traduits en hittite. Ils témoignent d'une forte influence mésopotamienne. Le principal groupe de texte est celui désigné comme le « cycle de Kumarbi », qui ont en fait pour finalité de raconter l'ascension du dieu Teshub à la royauté divine et les combats qu'il doit accomplir pour se maintenir au pouvoir. Il comprend plusieurs chants, au moins cinq : le Chant de l'émergence qui est un récit des origines divines rapportant comment Teshub détrône Kumarbi pour devenir le dernier d'une lignée des rois des dieux ; le Chant du dieu tutélaire qui raconte comment le dieu éponyme détrône Teshub temporairement, avant de se faire renverser ; le Chant d'Argent, qui raconte comme le dieu Argent, fils de Kumarbi, prend à son tour le pouvoir puis est déposé ; le Chant de Hedammu, du nom du serpent gigantesque que Kumarbi envoie pour vaincre Teshub, mais qui est vaincu par celui-ci avec l'appui de sa sœur Shaushka ; le Chant d'Ullikummi, du nom du monstre fait de roche, autre création de Kumarbi, que Teshub détruit avec l'aide du dieu sage et rusé Ea. Il s'agit de mythes de succession et de souveraineté intégrant des combats divins, comme il s'en trouve ailleurs dans l'Antiquité (Enuma Elish à Babylone, le cycle de Ba'al à Ugarit, la Théogonie d'Hésiode). L’Épopée de Gilgamesh est adaptée en hourrite et en hittite sous le nom de « Chant de Gilgamesh ». Un autre mythe bilingue hourrito-hittite est le Chant de la libération, narrant la destruction de la ville d'Ebla à la suite d'une offense qu'elle commet envers Teshub,,.

### Textes rituels
Les plus anciens textes rituels en hourrite correspondent à des incantations découvertes à Mari (Syrie) (XVIIIe siècle av. J.-C.). Cette époque voit également apparaître des incantations d'origine soubaréenne contre les morsures de serpent. Les rites de guérison hourrites jouissaient manifestement d'une solide réputation.
Le corpus le plus important de textes rituels avec des incantations et des prières en hourrite provient de Hattusa. Tout un ensemble de rituels hittites sont par ailleurs d'inspiration hourrite. Ce répertoire inclut notamment des rites de purification domestique, dont on retrouve des parallèles à Ugarit, des rites de purification par le sang et la graisse, ainsi que des rites de magie substitutive et de « bouc-émissaire ».

### Proche-Orient ancien
- (en) Trevor Bryce et al., The Routledge Handbook of the Peoples and Places of Ancient Western Asia, Oxon et New York, Routledge, 2009
- (en) Karen Radner, Nadine Moeller et D. T. Potts (dir.), The Oxford History of the Ancient Near East : Volume II: From the End of the Third Millennium BC to the Fall of Babylon, Oxford, Oxford University Press, 2020
- (en) Karen Radner, Nadine Moeller et D. T. Potts (dir.), The Oxford History of the Ancient Near East : Volume III: From the Hyksos to the Late Second Millennium BC, Oxford, Oxford University Press, 2022

### Introductions
- Brigitte Lion, « Hurrite », dans Francis Joannès (dir.), Dictionnaire de la civilisation mésopotamienne, Paris, Robert Laffont, 2001, p. 397-400
- (en) Eva von Dassow, « Hurrian, Hurrians », dans Roger S. Bagnall, Kai Brodersen, Craige B. Champion, Andrew Erskine, et Sabine R. Huebner (éditeurs), The Encyclopedia of Ancient History, Blackwell, 2013 (lire en ligne), p. 3345-3347
- (en) Mary R. Bachvarova, « Hurrians », dans Encyclopedia of the Bible and Its Reception, vol. 12, Berlin et Boston, Walter de Gruyter, 2016, col. 601-607

### Histoire et culture
- (de) D. O. Edzard et A. Kammenhuber, « Hurriter, Hurritisch », dans Reallexikon der Assyriologie und Vorderasiatischen Archäologie, vol. IV : Ḫa-a-a - Hystaspes, Berlin, De Gruyter, 1972-1975, p. 507-514
- (en) Gernot Wilhelm (trad. Jennifer Barnes), The Hurrians, Warminster, Aris & Philips, 1989
- Jacques Freu, Histoire du Mitanni, Paris, L'Harmattan, coll. « Kubaba / Antiquité », 2003
- (en) Eva von Dassow, « Mittani and Its Empire », dans Karen Radner, Nadine Moeller et Daniel T. Potts (dir.), The Oxford History of the Ancient Near East, Volume 3: From the Hyksos to the Late Second Millennium BC, New York, Oxford University Press, 2022, p. 455-528

### Langue
- (en) Gernot Wilhelm, « Hurrian », dans Roger D. Woodard (dir.), The Ancient Languages of Asia Minor, Cambridge, Cambridge University Press, 2009, p. 81-104
- (en) Dennis R.M. Campbell, « Hurrian », dans R. Hasselbach-Andee (dir.), A Companion to Ancient Near Eastern languages, Hoboken, Wiley-Blackwell, 2020, p. 204-219